# Eilean dà Mhèinn
Eilean dà Mhèinn är en ö i Loch Crinan i Argyll and Bute, Skottland. Ön är belägen 0,5 km från Crinan. Ön har 1 invånare (2011).